# Le colonel est de la revue
Pour plus de détails, voir Fiche technique et Distribution.
Le colonel est de la revue est un film français réalisé par Maurice Labro et sorti en 1957.

## Synopsis
Pour pimenter une vie trop calme, des couples d'amis jouent aux gangsters mais finissent par rencontrer de vrais truands.

## Fiche technique
- Titre  : Le colonel est de la revue ; Soirée en faux colts (titre alternatif)
- Réalisation : Maurice Labro
- Scénario : Yves Favier
- Décors : Raymond Druart
- Photographie : Jean Lehérissey
- Son : Jean Bertrand
- Montage : Louis Devaivre
- Musique : Paul Durand
- Production : Henri Giraud
- Société de production : Compagnie lyonnaise de cinéma
- Société de distribution :  Astoria Films
- Pays : France
- Langue : français
- Format : Noir et blanc - 35 mm - 1,37:1 - Son mono
- Genre : Comédie policière
- Durée : 98 minutes
- Date de sortie : France : 1er mars 1957

Sources : UniFrance, Cinéfiche et IMDb

## Distribution
- Yves Deniaud : Calla
- Dora Doll : Cora « La Sanglante »
- Jean Tissier : Victor
- Armand Bernard : le colonel
- Claude Albers : Jacky
- Jean-Paul Coquelin : Victor
- Jess Hahn : Jess
- Jacques Jouanneau : Van Molpen
- Simone Paris : Flora
- Pierre Duncan : Ernest
- Marco Villa : le chef du gang
- Claude Larue : la bonne
- Robert Seller : l'oncle
- Michel Ardan
- Pierre Repp
- Marcel Charvey
- Claude Godard
- Paul Mercey
- Raphaël Patorni
- Irène Tunc
- Louis Viret
- Rudy Lenoir
- Charles Bayard